# اروین شرودینگر
اِروین رودولف یوزف آلکساندر شرودینگر (به آلمانی: Erwin Rudolf Josef Alexander Schrödinger) (زاده ۱۲ اوت ۱۸۸۷ – درگذشته ۴ ژانویه ۱۹۶۱) فیزیک‌دان اتریشی و از کسانی بود که در پیشنهاد و گسترش نظریه موج، نقش اساسی داشتند. از مکانیک موجِ او، نتایجی اساسی در مکانیک کوانتومی پدیدار شد.
شرودینگر، ۱۹۰۶ وارد دانشگاه وین شد و ۱۹۱۰، دکترا گرفت. او پس‌از آن، در جنگ جهانی اول حاضر شد.
۱۹۲۰، نظریه‌ای به نام مکانیک کوانتومی پای به عرصه نهاد و شرودینگر آن را به مفیدترین شکل به شیمی‌دانان عرضه کرد.
۱۹۲۱، به دانشگاه زوریخ رفت و ۱۹۲۶، اساسی‌ترین معادله غیرنسبیتی در مکانیک کوانتومی برای توصیف حالت یک ذره را به‌نام معادله شرودینگر به ثبت رساند و با کمک‌گرفتن از اصل عدم قطعیت، مدل جدید اتمی را، به‌نام اوربیتال اتمی، پیش نهاد. ۱۹۳۳، شرودینگر و پل دیراک، فیزیک‌دان انگلیسی، برای پیشنهاد معادله موج، برنده نوبل فیزیک شدند. ۱۹۳۵، او و آلبرت اینشتین، آزمایش گربه شرودینگر را پیش نهادند. شرودینگر، ۱۹۳۶، رئیس دانشگاهِ گراتس در اتریش شد، و ۱۹۳۸، با ورود نازی‌ها به اتریش، اتریش را ترک کرد.
شرودینگر، ۴ ژانویه ۱۹۶۱ در وین، در ۷۳ سالگی، در اثر سل درگذشت.
او بااینکه از خانواده‌ای مسیحی می‌آمد، خداناباور (آتئیست) بود. شرودینگر، به‌عنوان یک بی‌دین، خدا را آفرینندهٔ جهان نمی‌دانست و همواره، سنت‌گرایی دینی را نفی می‌کرد. بااین‌حال، او به آیین‌های شرقی همچون بودیسم، هندوئیسم و جِینیسم، و همه‌خدایی اسپینوزا، علاقه داشت. او از نمادهای مذهبی در نوشته‌هایش استفاده می‌کرد. شرودینگر باور داشت که تلاش‌های علمی‌اش، دست آخر به یافتن سرچشمهٔ هستی خواهد انجامید.

## گربه شرودینگر
اندازه گیری در نظریه کوانتومی معنایی مطلقا متفاوتی را دارا میباشد،زیرا اصل برهم نهی،احتمال ها را تا لحظه
اخر،هنگامی که ناگهان فقط یکی از آنها به عنوان فعلیت تحقق یافته پدیدار میشود، نگه میدارد.در نظریه بینهایت غریب فیزیک کوانتومی،احتمال الکترون در همه جا و به‌طور همزمان وجود دارد، ولی وقتی میخواهیم بدانیم که الکترون کجا هست،و پاسخ اینجا را دریافت میکنیم،تمام احتمال ها به این
تک فعلیت کاهش می یابد،که به این رویداد،فروپاشی تابع موج کوانتوم میگویند.اما پرسش بزرگی که بدون پاسخ مانده است،این است:این اتفاق چگونه روی می دهد؟
پاسخ های متعددی که به تفسیرهای مکانیک کوانتومی معروف میباشند، به این سؤال داده شده است که از مهمترین
آنها، تفسیر شعور و اگاهی،تفسیر چند جهانی و تفسیر کپنهاگی می باشند.
گربه شرودینگر
گربه ای را در اتاقک فولادی همراه با یک شمارشگر گایگر و مقدار کمی ماده پرتوزا که در مدت یک ساعت تنها یکی از اتمها فروپاشی کند اما با احتمال مساوی، شاید هم فروپاشی نکند(در هرساعت احتمال واپاشی پرتوزا پنجاه درصد است ) اما اگر  فروپاشی رخ دهد تیوب شمارشگر تخلیه می شود و از طریق یک کلید برقی چکشی رها می شود که ظرف شیشه ای حاوی مواد هیدروژن سیانید می شکند.
اگر شخص،کل این سیستم را ساعتی به حال خود رها کند،چنانچه طی این زمان،اتمی فروپاشی نکرده باشد ممکن است شخص بگوید که گربه هنوز زنده است.چه اولین اتمی که فروپاشی کند گربه را مسموم میکند.تابع موج حاوی گربه زنده و مرده به صورت برهمنهی از این دوحالت به نسبت مساوی است-حالت گربه،برهم نهی از گربه زنده و گربه مرده است.
طبق قوانین اسرار آمیز مکانیک کوانتومی 
گربه تا وقتی که مشاهده کننده ای به داخل اتاق نگاه نکرده است،هم زنده است و هم مرده. پس طبق نتیجه گیری شرودینگر،تابع موج دستگاه به علاوه ی گربه به‌صورت برهم نهی حاصل ضرب تابع موج توصیف گر اتم فروپاشیده و گربه مرده و تابع موج توصیف گر اتم سالم و گربه زنده میباشد.قبل از اندازه گیری،حالت گربه نامعلوم است-نه زنده است نه مرده،بلکه در برهم نهی کوانتومی ورای بینهایت عجیب و غریب از هر دو حالت مرده و زنده به سر می برد.اندازه گیری گربه با برداشتن درپوش اتاقک انجام میشود و بعد از اندازه گیری است.

## زندگی

### دوران کودکی
اِروین شرودینگر، ۱۲ اوت ۱۸۸۷ زاده شد. او تنها پسر رودولف شرودینگر، گیاه‌شناس و گئورگینه امیلا برندا، دختر الکساندرا باوئر بود. پدرش صاحب یک کارخانه مُشمَع‌سازی در وین و پدربزرگش، استاد شیمی بود. شرودینگر در نوجوانی از آرتور شوپنهاور اثر گرفت و آثارش را مطالعه کرد و در زندگی به تئوری رنگ و فلسفه بسیار علاقه داشت.
مادرش اتریشی-انگلیسی بود. پدرش مسیحی کاتولیک و مادرش مسیحی لوتری بودند. گرچه او کودکی را در خانه‌ای لوتری گذراند، هنوز معلوم نیست که دینش چه زیرشاخه‌ای از مسیحیت بوده‌است.

### جوانی و میان‌سالی
اِروین، ۱۹۰۶ وارد دانشگاه وین شد و زیر دست استادش، فردریش هاسنوهری، فیزیک آموخت و ۱۹۱۰، دکترا گرفت. او از ۱۹۱۴ تا ۱۹۱۸ در جنگ جهانی اول، افسر توپ‌خانه قلعه اتریشی بود و پس از پایان جنگ به وین بازگشت. ۱۹۲۰، دستیار مکس وین، فیزیک‌دان آلمانی در یِنا شد. ۱۹۲۰، به دانشگاه ینا دعوت شد و وین را ترک کرد. آن‌جا با دختری به‌نام آن‌مِری برتال، دختر یک شیمی‌دان ازدواج کرد. کریسمس ۱۹۲۱، او به وروتسواو و سپس برای تدریس به دانشگاه زوریخ رفت. ۱۹۳۳، به‌دنبال مخالفت با نازی‌ها وادار به ترک آلمان شد. او در کالج ماگدالن در آکسفورد شروع به کار کرد و پس از آن بود که با پل دیراک نوبل فیزیک گرفتند.

### تمایل جنسی
اروین شرودینگر دچار انحراف جنسی بود و تمایل جنسی به دختران تازه‌بالغ داشت و با چندین دختر رابطه داشت. ایتی یونگر، ۱۴ ساله بود که شرودینگر ۳۹ ساله با سوءاستفاده از موقعیتش به عنوان معلم ریاضی، از او سال‌ها سوءاستفاده جنسی کرد. او در ۱۷ سالگی باردار شد، سقط جنین کرد و در اثر نتایج فاجعه‌بار آن عقیم شد. از موارد دیگر، فلیس کراوس ۱۵ ساله و آنه‌ماری برتل ۱۶ ساله بودند. او بعدها با آنه‌ماری ازدواج کرد، اما آن‌طور که برنارد بیگار گفته، بی‌بندوباری جنسی‌اش تغییری نکرد. 
شرودینگر درباره زنان و دخترانی که با آنها هم‌خوابه بود نوشت: «آن بیچارگان لحظه‌هایی شاد در زندگی به من هدیه دادند اما خودشان گرفتار اندوه شدند. زندگی همین است.» شرودینگر «فتوحات» جنسی خود را در یک دفتر خاطرات با نام افیمریدی (ephemeridae) ثبت کرده‌بود. او تمایلش به دختران جوان را چنین توجیه می‌کند که معصومیت آن‌ها همتای ایده‌آلی برای نبوغ ذاتی اوست.

## فعالیت‌های علمی

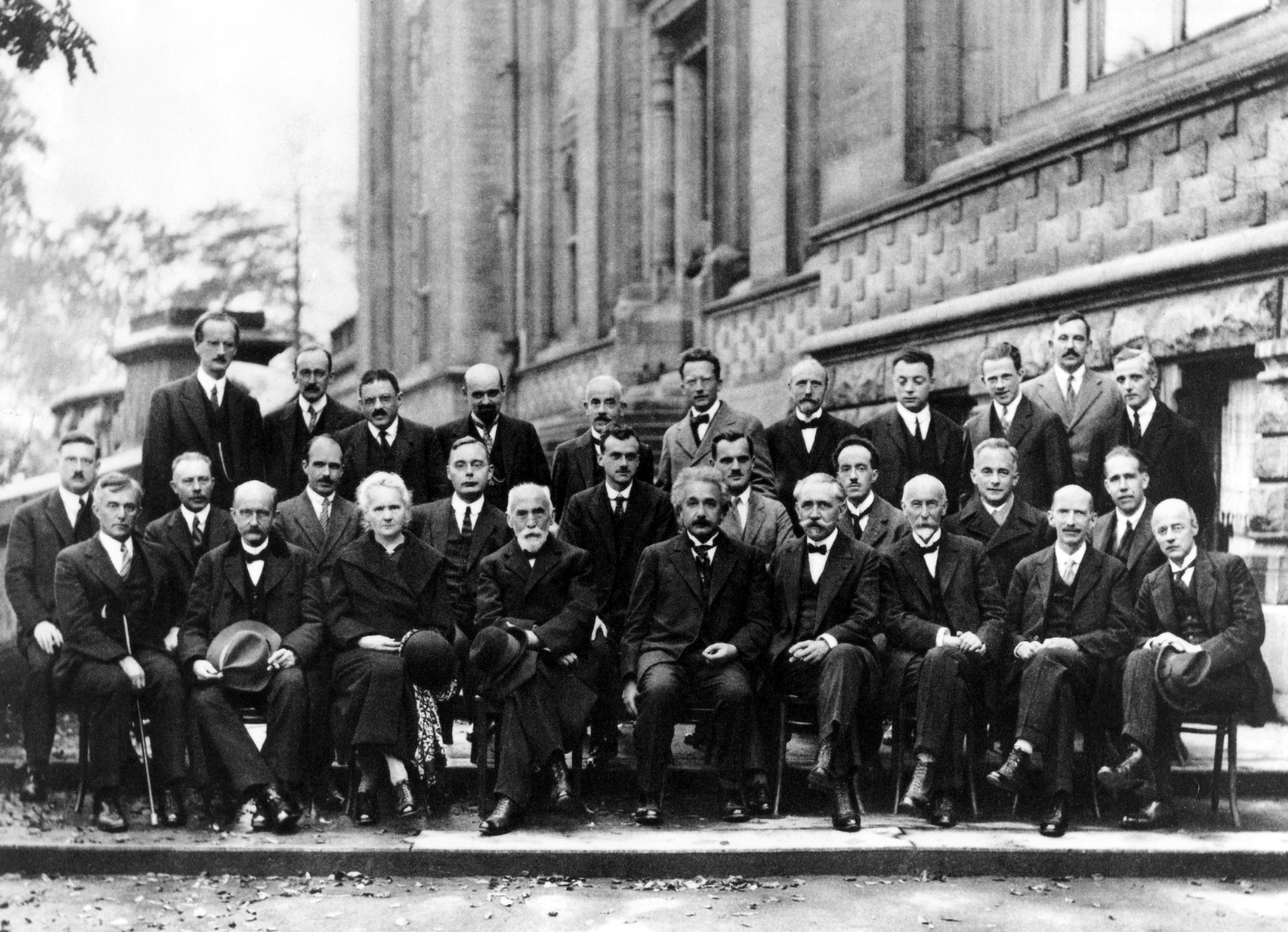
اروین شرودینگر در گردهمایی سولوی 1927 ششم نفر در ردیف بالا از سمت چپ

### مدل کوانتومی
او در جوانی، مهندسی برق را پی گرفت و معمولاً با معلم سابقش فرانتس اکسنر کار می‌کرد. در سال اول زندگی حرفه ای شرودینگر با ایده‌های کوانتومی در آثار ماکس پلانک، آلبرت اینشتین، نیلز بور، آرنولد زومرفلد و دیگران آشنا شد. ۱۹۲۶، شرودینگر برپایهٔ رفتار دوگانهٔ الکترون (موجی و ذره‌ای) و با تأکید بر رفتار موجی الکترون، محدودکردن الکترون به یک مدار را درست ندانست و از احتمال حضور الکترون در فضای سه‌بعدی سخن گفت. او این فضای سه‌بعدی را که در آن احتمال حضور الکترون می‌رود، اُربیتال نامید. شرودینگر پس از محاسبات پیچیده، به این نتیجه رسید که همان‌طور که برای پیدا کردن یک جسم در فضا به سه عدد (طول، عرض و ارتفاع) نیاز داریم، برای مشخص کردن اوربیتال یک اتم هم به ۳ عدد کوانتمی نیاز داریم. در واقع شرودینگر با معرفی تابع موج (معادله دیفرانسیل جزئی) و حل انتگرال سه‌گانه آن به نتایجی دست یافت که اساس مدل کوانتومی شد. شرودینگر سه عدد کوانتومی را از روی معادلات دیفرانسیل و حساب انتگرال به دست آورد: ۱-عدد کوانتومی اصلی (n) ۲-عدد کوانتوم، اُربیتالی یا فرعی (L) ۳-عدد کوانتومی مغناطیسی (mL). البته دیگران بعدها عدد کوانتومی چهارم (mS) (عدد کوانتومی اسپینی) را به‌دست آوردند.

## افتخارات و جوایز
- نوبل فیزیک (۱۹۳۳) - برای معادله شرودینگر
- مدال ماکس پلانک (۱۹۳۷)
- جایزه فرهنگستان علوم اتریش (۱۹۵۶)